# Akdala
Akdala (em cazaque:  Ақдала, Aqdala) é uma aldeia agrícola na Almaty (região) do sudeste Cazaquistão. Está localizado ao noroeste de Talgar. A aldeia tem um pequeno lago localizado na parte sul. Extensos campos separam-no de Talgar.